# Саванна Філліпс
Саванна Енн Кетлін Філліпс (англ. Savannah Anne Kathleen Phillips; нар. 29 грудня 2010) — член британської королівської родини, старша донька Пітера Філліпса та Отем Келлі, онука принцеси Анни та правнучка королеви Єлизавети II.

## Біографія
Саванна народилася 29 грудня 2010 року в Глостерському королівському госпіталі. Вона — перша правнучка королеви Єлизавети II. Хрещення Саванни відбулось 23 квітня 2011 року в Авенінзі в Глостерширі.
На даний час займає п'ятнадцяте місце в успадкуванні британського престолу.